# Maître des Entrées parisiennes
Le Maître des Entrées parisiennes ou Maître des Entrées parisiennes des reines de France, est un maître anonyme enlumineur parisien entre 1500-1520. Il serait identifié à Jean Coene IV, en raison d'un signature laissée sur une de ses œuvres.

## Biographie

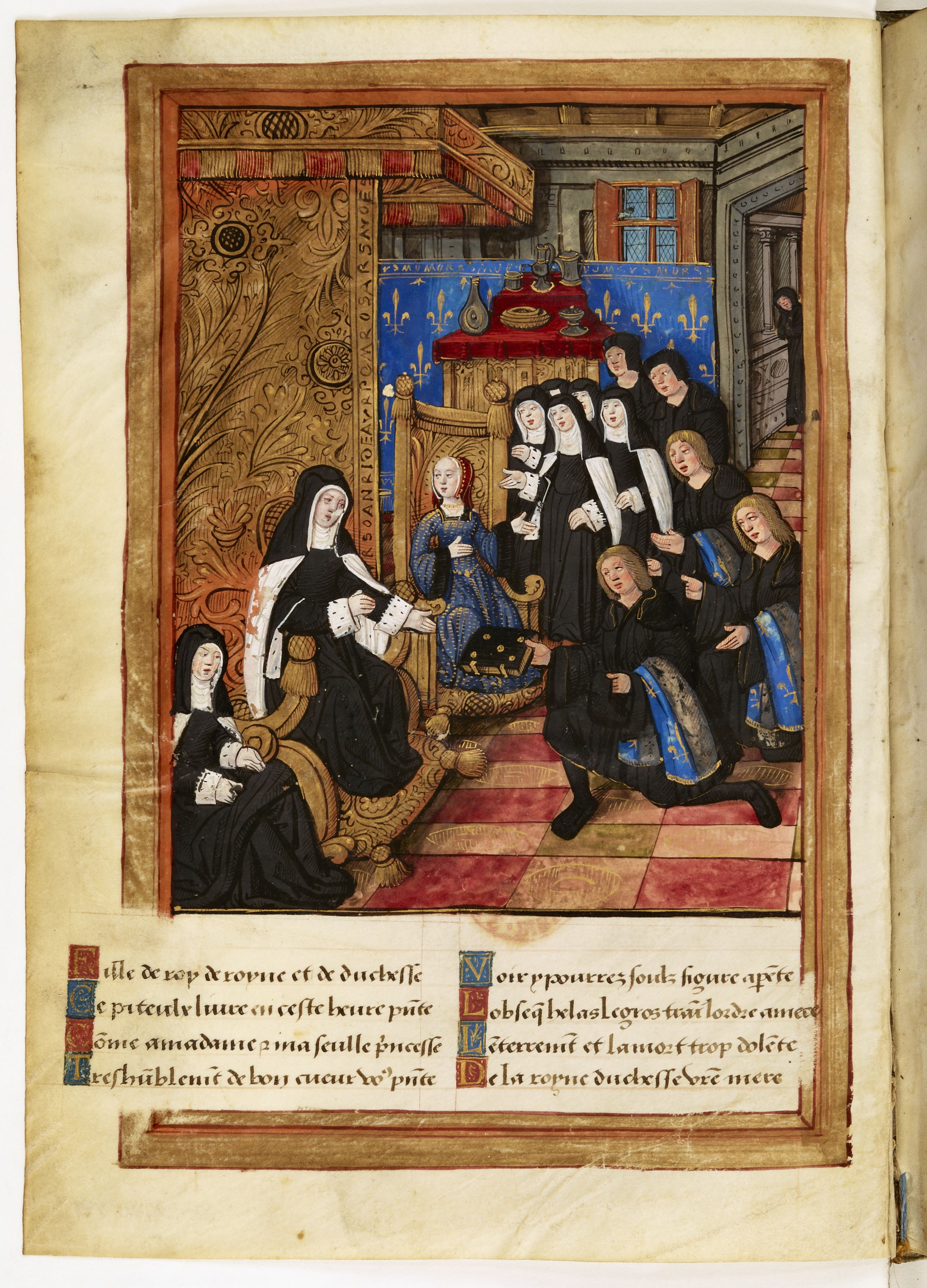
Commémoration de la mort d'Anne de Bretagne, dédicace à Claude de France, BNF Fr.25158 f.3v.

Jean Coene le IVe était un enlumineur très actif à Paris au début du XVIe siècle, il était le contemporain parisien de son confrère Jean Pichore avec qui il collabore à plusieurs reprises. Il reçut le surnom de Maître des Entrées parisiennes des reines de France en raison des livrets de circonstance exécutés en série comme ceux, d'où il tire son nom, relatant les entrées à Paris des reines Marie Tudor épouse de Louis XII et Claude de France épouse de François Ier. 
Il illustra un ouvrage dédicacé à la reine Claude de France, en hommage à sa mère Anne de Bretagne, dans la Commémoration et advertissement de la mort de [...] madame Anne, ouvrage commémorant la mort d'Anne de Bretagne.
La production de cet enlumineur, qui a été isolée par Isabelle Delaunay et Eberhard König, historiens de l'art, se caractérise par une grande abondance et une grande rapidité d'exécution, à tel point qu'elle est jugée parfois médiocre et bâclée.

## Manuscrits attribués

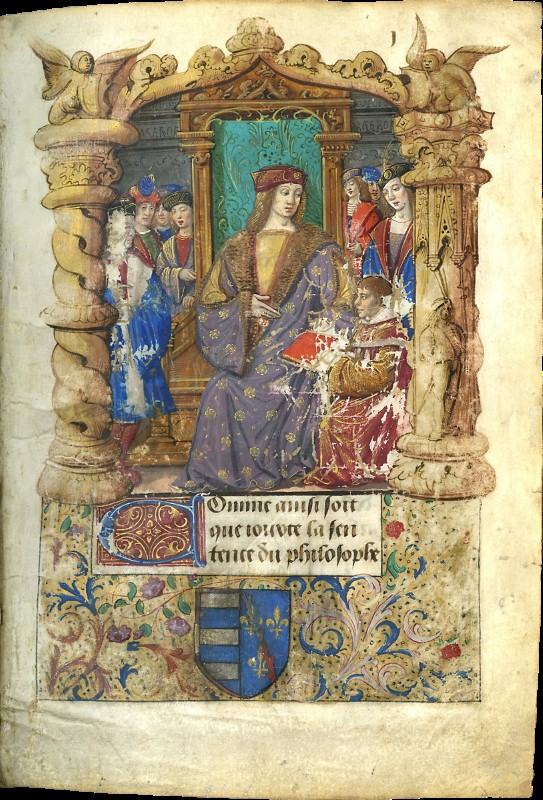
Frontispice de la Geste des comtes de Dammartin, bibliothèque municipale d'Angers.

Sa production fut abondante et engloba des textes les plus variés :
- Commémoration et advertissement de la mort de [...] madame Anne deux fois royne de France, duchesse de Bretagne, par Pierre Choque, vers 1514-1515, 35 manuscrits sont recensés dont 14 à la Bibliothèque nationale de France, contenant chacun une dizaine de miniatures[2],[3].
- Le Sacre, couronnement et entrée de Madame Claude Royne de France, Paris, vers 1517, BNF, Français 5750.
- Couronnement de Claude de France en 1517, miniature isolée, École nationale supérieure des beaux-arts, MnMAS157[4].
- Chroniques françaises de Guillaume Crétin destiné au jeune François Ier, Paris, BnF, Fr. 2817-2821).
- Le Livre de Marco Polo, traduit par Robert Frescher, illustré de 197 miniatures, Paris, bibliothèque de l'Arsenal, ms. fr. 5219[5]
- Graduel de Saint-Dié-des-Vosges, manuscrit liturgique de la collégiale de Saint-Dié-des-Vosges[6].
- Graduel ou antiphonaire destiné à Charles VIII et Anne de Bretagne, ouvrage dispersé aujourd'hui conservé en fragment dont un feuillet, Bibliothèque municipale de Tours, ms. 2273 C[7].
- La Geste des comtes de Dammartin du doyen de la faculté de Médecine d'Angers, Nicolas de Houssemaine, avec des encadrements de la main du Maître d'Étienne Poncher, Bibliothèque municipale d'Angers, Ms.2320[8].
- Fragment d'un manuscrit en français du De arte amandi, Musée du Louvre, cabinet des dessins, MI1098[9].
- La Complainte de la dame pasmee contre Fortune de Catherine d'Amboise, vers 1525-1535, BNF NAF19738.
- Décollation de saint Jean-Baptiste, miniature isolée (atelier), musée des beaux-arts d'Angers[10].

Ainsi que de nombreux livres d'heures, manuscrits ou imprimés pour l'éditeur Antoine Vérard,